# Delmar (Maryland)
Pour les articles homonymes, voir Delmar.
La ville de Delmar est située dans le comté de Wicomico, dans l’État du Maryland, aux États-Unis. Sa population s’élevait à 3 003 habitants lors du recensement de 2010, estimée à 3 231 habitants en 2018.

## Source
- (en) Cet article est partiellement ou en totalité issu de l’article de Wikipédia en anglais intitulé « Delmar, Maryland » (voir la liste des auteurs).